# Oxyopes infidelis
Oxyopes infidelis là một loài nhện trong họ Oxyopidae.
Loài này thuộc chi Oxyopes. Oxyopes infidelis được Embrik Strand miêu tả năm 1906.